# Ramularia lonicerae
Ramularia lonicerae är en svampart som beskrevs av Voglino 1904. Ramularia lonicerae ingår i släktet Ramularia och familjen Mycosphaerellaceae.   Inga underarter finns listade i Catalogue of Life.